# ورود لوکوموتیو بخار به ایستگاه لسیوته
ورود لوکوموتیو بخار به ایستگاه لسیوته عنوان فیلمی است فرانسوی در ژانر مستند، صامت، سیاه و سفید و کوتاه به کارگردانی لوئیس لومیر. این فیلم محصول سال ۱۸۹۵ میلادی است.
این فیلم، یکی از اولین فیلم‌های تاریخ سینما می‌باشد.
البته قبل از تولید این فیلم‌ چندین تصویر متحرک چند ثانیه‌ایی توسط دستگاههای متفاوت به دست مخترعینی همانند ادوارد مایبریج، لوئیس پرینس و توماس ادیسون ضبط و آزمایش شده بود.

## فرار تماشاگران
در حین نمایش این ویدئو، بسیاری از تماشاگران با نزدیک شدن قطار، از صحنه سالن گریختند.